# Survivor: Africa
Survivor: Africa es la tercera temporada del reality show estadounidense Survivor de la cadena CBS. La temporada fue filmada del 11 de julio de 2001 hasta el 18 de agosto de 2001 y se estrenó el 11 de octubre de 2001. Organizado por Jeff Probst, que constaba de los habituales 39 días de juego con 16 competidores. Se encuentra en Kenia Reserva nacional de Shaba en África.
Las dos tribus iniciales fueron Boran y Samburu, llamado así por la vida real gentes Borana y Samburu tribus. Después de 12 días, tres miembros de cada equipo fueron cambiados a otro equipo, en lo que se conoció como el primer "toque" de la serie Survivor. Cuando se mantuvieron diez concursantes, las dos tribus se fusionaron en la tribu Moto Maji idioma suajili para el "fuego" y "agua". El ganador, Ethan Zohn fue nombrado único sobreviviente, al derrotar a Kim Johnson por un voto de 5-2 jurado.

## Concursantes
| Concursante                                   | Tribu original | Tribu mezclada | Tribu fusionada | Final                                         |
| --------------------------------------------- | -------------- | -------------- | --------------- | --------------------------------------------- |
| Diane Ogden 42, Lincoln, Nebraska             | Boran          |                |                 | 1.ª expulsada Día 3                           |
| Jessie Camacho 26, Orlando, Florida           | Boran          |                |                 | 2.ª expulsada Día 6                           |
| Carl Bilancione 46, Winter Springs, Florida   | Samburu        |                |                 | 3.er expulsado Día 9                          |
| Linda Spencer 44, Cambridge, Massachusetts    | Samburu        |                |                 | 4.ª expulsada Día 12                          |
| Silas Gaither 23, Knoxville, Tennessee        | Samburu        | Boran          |                 | 5.º expulsado Día 15                          |
| Lindsey Richter 26, The Dalles, Oregón        | Samburu        | Samburu        |                 | 6.ª expulsada Día 18                          |
| Clarence Black 24, North Bridgton, Maine      | Boran          | Boran          | Moto Maji       | 7.º expulsado Día 21                          |
| Kelly Goldsmith 22, La Jolla, California      | Boran          | Samburu        | Moto Maji       | 8.ª expulsada 1.ª miembro del jurado Día 24   |
| Brandon Quinton 25, Ada, Oklahoma             | Samburu        | Samburu        | Moto Maji       | 9.º expulsado 2.º miembro del jurado Día 27   |
| Frank Garrison 43, Odessa, New York           | Samburu        | Boran          | Moto Maji       | 10.º expulsado 3.er miembro del jurado Día 30 |
| Kim Powers 29, Conshohocken, Pensilvania      | Samburu        | Samburu        | Moto Maji       | 11.ª expulsada 4.ª miembro del jurado Día 33  |
| Teresa Cooper 42, Dacula, Georgia             | Samburu        | Boran          | Moto Maji       | 12.ª expulsada 5.ª miembro del jurado Día 36  |
| Tom Buchanan 45, Saltville, Virginia          | Boran          | Samburu        | Moto Maji       | 13.º expulsado 6.º miembro del jurado Día 37  |
| Lex van den Berghe 38, Santa Cruz, California | Boran          | Samburu        | Moto Maji       | 14.º expulsado 7.º miembro del jurado Día 38  |
| Kim Johnson ✟ 56, Oyster Bay, New York        | Boran          | Boran          | Moto Maji       | 2.º lugar                                     |
| Ethan Zohn 27, Lexington, Massachusetts       | Boran          | Boran          | Moto Maji       | Ganador                                       |

Los votos totales son el número de votos que un náufrago ha recibido durante los Consejos Tribales, en la cual el náufrago es elegible para quedar fuera del juego. No incluye los votos recibidos durante la final del Consejo Tribal..